# Augustin Eden
 Augustin Eden (pseudonim pentru Topa Valerian; n. 17 septembrie 1954, Dorohoi, județul Botoșani ) este un poet, eseist, artist plastic și publicist român. Membru al Uniunii Ziariștilor Profesioniști (1990), al Uniunii Artiștilor Plastici (1994), al Uniunii Scriitorilor din România (1995) și al Asociației Scriitorilor Botoșăneni (2001).

## Date biografice
Augustin Eden s-a născut la 17 septembrie l954 în loc. Dorohoi, jud. Botoșani. Poet, eseist, artist plastic și publicist. A semnat sporadic în periodice și cu pseudonimul Ion Linescu. Urmează școala primară,gimnaziul și liceul teoretic nr.2 (1969-1973) în Dorohoi; Facultatea de Istorie – Filosofie a Universității “Al. I. Cuza” din Iași, secția filosofie (promoția 1979). A avut funcții dintre cele mai diverse: pictor la Întreprinderea de confecții Dorohoi, profesor la Liceul « Grigore Ghica Voievod) din Dorohoi (1979-1988), director al Casei de Cultură din aceeași localitate (1988), redactor, redactor-șef și director al cotidianului « Gazeta de Botoșani »(1988-1997),director editor al publicației proprii “Fotoreporter “(1990), redactor-șef, director și inițiator al revistei de cultură botoșănene “Colloquium” (1997-1998). Din septembrie 1998 este profesor-expert la Casa Corpului Didactic și profesor de științe socio-umane la Seminarul Teologic « Sf. Gheorghe din Botoșani. Înființează și conduce revista « MENTOR XXI » și revista de cultură« INTERTEXT » , care apar la Botoșani din decembrie 1998. Membru fondator al Fundației Naționale pentru Literatură și Artă “Mihai Eminescu” Botoșani, membru fondator al Societății Culturale “EXPO-ART” Botoșani și al Cenaclului Artelor Plastice “Artur Verona” Dorohoi,  membru fondator al cenaclului și grupării literare dorohoiene Septentrion. A inițiat înființarea Asociației Scriitorilor Botoșăneni ( 2001). Colaborează cu versuri, grafică, articole, eseuri și cronici la revistele: Amfiteatru, Caiete botoșănene, Cronica, Tribuna, Convorbiri literare, Contemporanul – ideea europeană, Timpul, Intertext, Art Panorama, Colloquium, Hyperion ,Lumină Lină ș.a.. Din timpul liceului este membru corespondent al cenaclurilor literare bucureștene „Amfiteatru” și „Săgetătorul” (1971-1973),apoi conduce cenaclurile dorohoiene „Ion Păun Pincio” (1975-1985) și „Septentrion” (1985-1987). În anul 1999 a primit titlul de Cetățean de onoare al municipiului Dorohoi. Este membru al Uniunii Ziariștilor Profesioniști (1990), al Uniunii Artiștilor Plastici (1994), al Uniunii Scriitorilor din România (1995) și al Asociației Scriitorilor Botoșăneni (2001). Concomitent cu activitatea literară și cu cea jurnalistică susține și creează o bogată operă plastică (sculptură, linogravură, acuarelă, ceramică-sticlă și pictură) expusă în 10 expoziții personale atât în țară cât și în străinătate în perioada 1976-2001. Participă la tabere naționale de creație ale UAP la Dorohoi (1986 și 1994) și Ipotești (1998). Are lucrări de artă în muzee și galerii din țară.

## Debut
- Debut literar cu grupaj de versuri în revista Amfiteatru (1973);
- Debut editorial multiplu, cu 5 volume, în anul 1994 la Editura Geea, Botoșani, ilustrate de autor: Logopoetica (versuri), Oul cu îngeri (versuri), La Eleusis (versuri), Manechinul de cursă lungă (versuri, ediție bibliofilă, miniaturală, numerotată) și Pisicile buclucașe (povestire pentru copii), semnate cu numele real.

## Volume publicate
Volume și albume de artă
- Septentrion - antologie de poezie a cenaclului și a grupării literare dorohoiene Septentrion (Ed.Geea, 1995);
- Cu volumul insurgent de poezie sintagmatică și permutantă CVADROPOEME (Ed. CRONICA, Iași,1999) scriitorul se decide definitiv pentru pseudonimul literar Augustin Eden, urmând a semna în continuare cu numele real doar în domeniul artelor plastice;

Albume de artă
- Radu Negru, Gravorul Valerian Țopa ( Geea, 1996, ediție unică, bibliofilă, de lux, trad. englexă, franceză);
- Valerian Țopa, Graficianul Constantin Dracsin' ( Geea, 1996, ed. unică, bibliofilă de lux, trad. engleză, franceză );
- Valerian Țopa, Laviuri eminesciene ( Ed. Grafik Art ,Botoșani, 2000,trad. engleză , franceză. Este cuprins cu reproduceri după lucrări de artă în albumul IPOTEȘTI – Topos eminescian (Geea, 2000, trad. engleză, franceză).

Prezent în antologii
- Este prezent în antologiile bucureștene: Excelsior (1971,1972) și Ritmuri solare (1973), precum și în antologiile botoșănene: Candori (1969), Vibrații (1970), Fântâna soarelui (1975), Arc de triumf (1977), 11 poeți tineri ( casetă, Botoșani, 1979 – placheta Eternă patrie), Septentrion (1995).

## Premii
- Tinere condeie (1972), Artur Verona (1983 – pictură și 1984 pictură – sculptură);
- Premiul Convorbiri literare (l987);
- Premiul UNICEF (1995);
- Premiul de excelenta si medalie EMINESCU- TEIUL DE AUR. 2002.